# Prytanis
Prytanis (starořecky Πρύτανις) byl králem Sparty (možná mytickým) přibližně v polovině devátého století před Kr. Pocházel z královské rodiny Eurypontovců.
O Prytanisovi, králi Sparty z doby mýtů, vládnoucím pravděpodobně v polovině devátého století před Kr., máme velmi málo zpráv. Podle většiny antických historiků byl synem a nástupcem Eurypóna.
Starověký historik a geograf Pausanias zaznamenal, že během vlády Prytania se již tak nedobré vztahy Sparty s Argom změnily na nepřátelské. Jejich prvním sporům byl boj o území Kynúrie, který vedl jako napsal Pausanias ještě Prytania předchůdce z královské rodiny Agiovcov Echestratos.
Jelikož z tohoto období nemáme historicky doložené zprávy, otázka Prytanovho nástupce nám zbývá nejasná. Nástupcem Prytania podle seznamu králů Sparty od Pausania je Eunomos. Také historik Plutarchos s odkazem na písemné prameny básníka Simonida tvrdí, že Eunomos a zákonodárce Lykúrgos mohly být syny krále Prytania. Staršího Eunomia měl Prytania údajně z prvního manželství a Lykúrgos, který se narodil později byl od jeho druhé manželky Dionassy. Eunomos byl nástupcem Prytania i podle Diodóra Sicilského, ale na rozdíl od ostatních historiků píše, že Prytania byl přímým nástupcem Prokom a vládl až 49 let. Ale historik Herodotos, jehož historické záznamy jsou nejstaršího data ve svém díle Historie napsal, že Prytanovým nástupcem se stal jeho syn Polydektes.